# Le Bateau de la mort
 (juin 2020).
Si vous disposez d'ouvrages ou d'articles de référence ou si vous connaissez des sites web de qualité traitant du thème abordé ici, merci de compléter l'article en donnant les références utiles à sa vérifiabilité et en les liant à la section « Notes et références ».
Pour plus de détails, voir Fiche technique et Distribution.
Le Bateau de la mort (Death Ship) est un film d'horreur anglo-canadien réalisé par Alvin Rakoff et sorti en 1980. 

## Synopsis
Alors qu'il vogue dans la nuit sur l'océan, un bateau de croisière est éperonné par un mystérieux vaisseau et sombre corps et biens.  Un petit groupe de survivants dérivant sur un radeau de fortune se retrouve sur ledit vaisseau, lequel semble abandonné.  Mais une force étrange et hostile ne tarde pas à se manifester.

## Fiche technique
- Réalisation : Alvin Rakoff
- Produit par : Harold Greenberg et Derek Gibson
- Scénario : John Robins d'après une histoire de Jack Hill et David P. Lewis
- Directeur de la photographie : René Verzier
- Montage : Mike Campbell
- Musique : Ivor Slaney

## Distribution
- Richard Crenna : Trevor Marshall
- George Kennedy : Captain Ashland
- Nick Mancuso : Nick
- Sally Ann Howes : Margaret Marshall
- Kate Reid : Sylvia Morgan
- Victoria Burgoyne : Lori
- Jennifer Mckinney : Robin Marshall
- Danny Higham : Ben Marshall
- Saul Rubinek : Jackie
- Murray Cruchley : Parsons
- Anthony Sherwood : Seaman

## Autour du film
Le Bateau de la mort est le seul film d'horreur réalisé par Alvin Rakoff, un réalisateur très prolifique ayant travaillé autant pour le cinéma que pour la télévision.  Ce long-métrage fait partie d'un lot de films de série B coproduits par le Royaume Uni et le Canada vers la fin des années 1970 (Bienvenue à la cité sanglante de Peter Sasdy, La Rage au cœur de Peter Collinson, ...).  Le tournage a lieu à Montréal et dans le Golfe du Mexique durant l'été 1979.